# Traut Sommer
Traut Sommer (geboren 30. März 1922 in Kremmen; gestorben 12. September 2004 in Beilngries) war eine deutsche Lehrerin und Autorin.

## Leben
Traut Sommer ist in Kremmen bei Neuruppin in der Mark Brandenburg geboren. In Velten machte sie die mittlere Reife und machte in Berlin eine Ausbildung zur chemisch-technischen Assistentin. Ab 1941 arbeitete sie an der Technischen Hochschule München und wurde mit dem Institut 1943 nach Weihenstephan bei Freising verlegt. Nach dem Krieg lebte sie in Hamburg und arbeitete dort als Kindermädchen und Hausangestellte. Im Februar 1946 fuhr sie zu ihrer Schwester und ihrer Mutter nach München. Dort arbeitete sie auch wieder in einem nahrungsmitteltechnischen Forschungsinstitut. 1949 und 1951 schrieb sie ihre beiden Bücher. 1954 konvertierte sie zum Katholizismus. 1954 bis 1959 arbeitete sie für die Landesanstalt für Tierzucht in Grub. Ab 1960 erwarb sie ihre Missio canonica und unterrichtet von 1962 bis 1982 an der Schule in Zwiesel.

## Bibliografie
- Hanno erlebt das Jahr: ein romantisch verdichtetes Erlebnis. Morsak, Grafenau 1987, ISBN 3-87553-293-7.
- Reflexe: episch-lyrische Texte. Zwiesel 1986, ISBN 3-87553-260-0.

## Einzelnachweis
1. ↑  F. Pfaffl: Berühmte Leute. Stutz-Verlag, Passau 2002, ISBN 3-88849-099-5.

| Personendaten    | Personendaten                 |
| ---------------- | ----------------------------- |
| NAME             | Sommer, Traut                 |
| ALTERNATIVNAMEN  | Sommer, Traud Freide Ilse     |
| KURZBESCHREIBUNG | deutsche Lehrerin und Autorin |
| GEBURTSDATUM     | 30. März 1922                 |
| GEBURTSORT       | Kremmen, Mark Brandenburg     |
| STERBEDATUM      | 12. September 2004            |
| STERBEORT        | Beilngries                    |